# Sandvika Storsenter

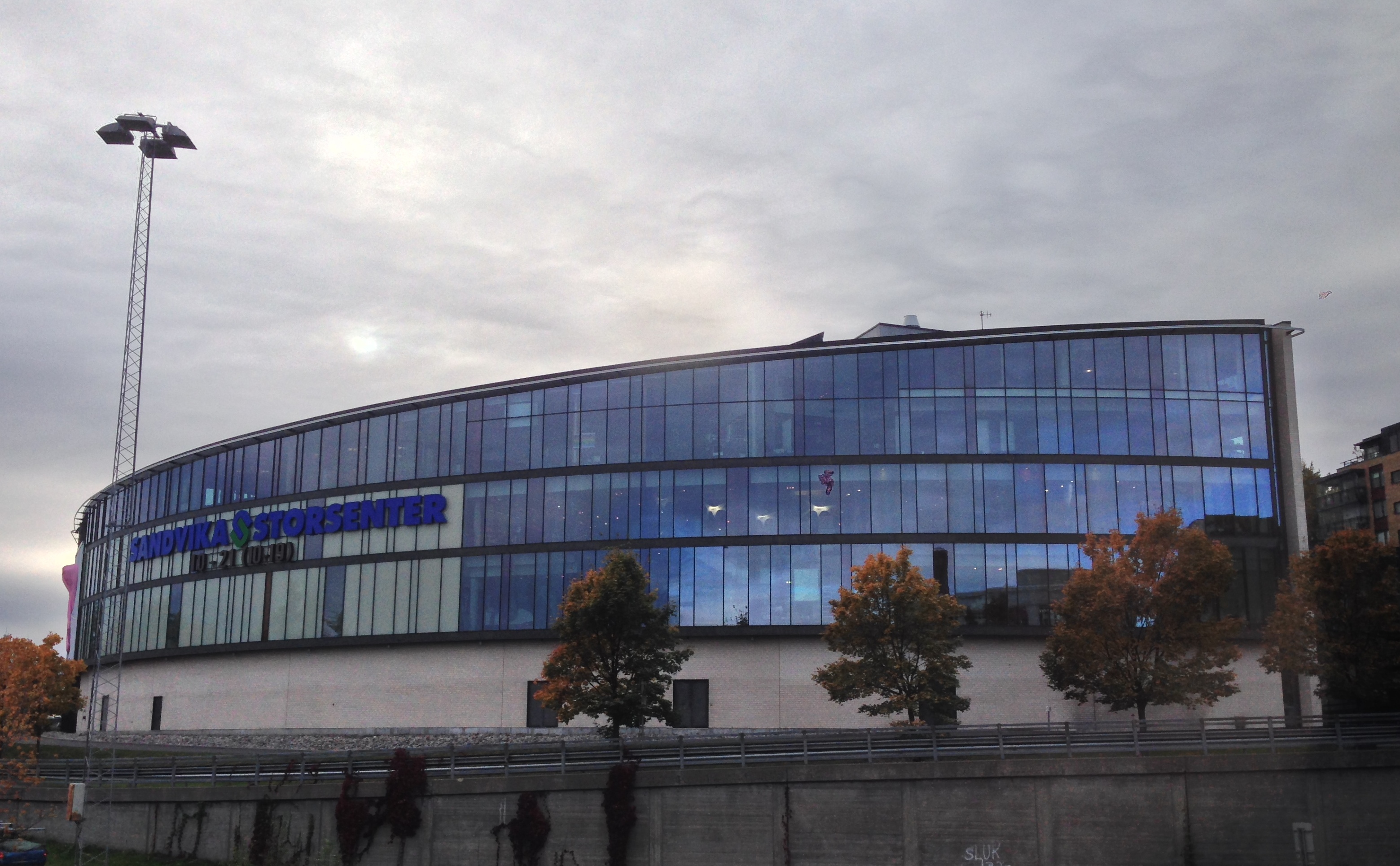
Extérieur du centre commercial en 2013.

Le Sandvika Storsenter est un centre commercial norvégien situé à Sandvika dans la municipalité de Bærum près d'Oslo. Ouvert en octobre 1993, il a été agrandi en 1997, puis en 2007. Avec ses 190 magasins, le Sandvika Storsenter est présentement[Quand ?] le plus grand centre commercial de Scandinavie. Son propriétaire est Olav Thon.